# Campeonato Argentino de Mayores 1985
El Campeonato Argentino de Mayores de 1985 fue la cuadragésimo-primera edición del torneo de uniones regionales organizado por la Unión Argentina de Rugby. Se llevó a cabo entre el 1 de septiembre y el 6 de octubre de 1985.
La fase final del torneo se disputó por primera vez en la Provincia de Buenos Aires bajo el formato de sedes rotativas, habiendo hospedado los encuentros definitorios por última vez en 1965. Los encuentros se disputaron en las instalaciones del Club San Martín.
La Unión de Rugby de Tucumán consiguió su primer título al vencer 13-9 en la final al seleccionado de Buenos Aires, capitaneado por Hugo Porta, convirtiéndose así en la tercera unión del interior en conseguir el campeonato. Esta fue la primera consagración de una unión provincial en veinte años, interrumpiendo el dominio del seleccionado de Buenos Aires desde la conquista de la Unión de Rugby de Rosario en 1965.

## Equipos participantes
Participaron de esta edición dieciocho equipos: diecisiete uniones provinciales y la Unión Argentina de Rugby, representada por el seleccionado de Buenos Aires. 
| Equipo              | Unión                                                |
| ------------------- | ---------------------------------------------------- |
| Alto Valle          | Unión de Rugby del Alto Valle de Río Negro y Neuquén |
| Austral             | Unión de Rugby Austral                               |
| Buenos Aires        | Unión Argentina de Rugby                             |
| Chubut              | Unión de Rugby del Valle del Chubut                  |
| Córdoba             | Unión Cordobesa de Rugby                             |
| Cuyo                | Unión de Rugby de Cuyo                               |
| Entre Ríos          | Unión Entrerriana de Rugby                           |
| Jujuy               | Unión Jujeña de Rugby                                |
| Mar del Plata       | Unión de Rugby de Mar del Plata                      |
| Misiones            | Unión de Rugby de Misiones                           |
| Nordeste            | Unión de Rugby del Nordeste                          |
| Rosario             | Unión de Rugby de Rosario                            |
| Salta               | Unión de Rugby de Salta                              |
| San Juan            | Unión Sanjuanina de Rugby                            |
| Santa Fe            | Unión Santafesina de Rugby                           |
| Santiago del Estero | Unión Santiagueña de Rugby                           |
| Sur                 | Unión de Rugby del Sur                               |
| Tucumán             | Unión de Rugby de Tucumán                            |

## Eliminatoria
Se disputó un encuentro eliminatorio para definir la clasificación a la Zona 2.
| 1 de septiembre | Jujuy | 13 - 52 | Salta | Jujuy, |  |

## Primera fase

### Zona 1
La Unión de Rugby Austral actuó como sede de la Zona 1.
|  | Semifinales      | Semifinales      | Semifinales      |            |        | Final            | Final            | Final            |  |
|  | 21 de septiembre | 21 de septiembre | 21 de septiembre |            |        | 22 de septiembre | 22 de septiembre | 22 de septiembre |  |
|  |                  |                  |                  |            |        |                  |                  |                  |  |
|  |                  |                  |                  |            |        |                  |                  |                  |  |
|  | Austral          | Austral          | 14               |            |        |                  |                  |                  |  |
|  | Austral          | Austral          | 14               |            |        |                  |                  |                  |  |
|  | Chubut           | Chubut           | 24               |            |        |                  |                  |                  |  |
|  | Chubut           | Chubut           | 24               |            | Chubut | Chubut           | 6                |                  |  |
|  |                  |                  |                  |            | Chubut | Chubut           | 6                |                  |  |
|  |                  |                  | Alto Valle       | Alto Valle | 30     |                  |                  |                  |  |
|  | Alto Valle       | Alto Valle       | Alto Valle       | Alto Valle | 30     | 15               |                  |                  |  |
|  | Alto Valle       | Alto Valle       |                  |            |        | 15               |                  |                  |  |
|  | Sur              | Sur              | 13               |            |        |                  |                  |                  |  |
|  | Sur              | Sur              | 13               |            |        |                  |                  |                  |  |
|  |                  |                  |                  |            |        |                  |                  |                  |  |

### Zona 2
La Unión Sanjuanina de Rugby actuó como sede de la Zona 2.
|  | Semifinales      | Semifinales      | Semifinales      |      |          | Final            | Final            | Final            |  |
|  | 21 de septiembre | 21 de septiembre | 21 de septiembre |      |          | 22 de septiembre | 22 de septiembre | 22 de septiembre |  |
|  |                  |                  |                  |      |          |                  |                  |                  |  |
|  |                  |                  |                  |      |          |                  |                  |                  |  |
|  | San Juan         | San Juan         | 20               |      |          |                  |                  |                  |  |
|  | San Juan         | San Juan         | 20               |      |          |                  |                  |                  |  |
|  | Salta            | Salta            | 13               |      |          |                  |                  |                  |  |
|  | Salta            | Salta            | 13               |      | San Juan | San Juan         | 6                |                  |  |
|  |                  |                  |                  |      | San Juan | San Juan         | 6                |                  |  |
|  |                  |                  | Cuyo             | Cuyo | 28       |                  |                  |                  |  |
|  | Cuyo             | Cuyo             | Cuyo             | Cuyo | 28       | 23               |                  |                  |  |
|  | Cuyo             | Cuyo             |                  |      |          | 23               |                  |                  |  |
|  | Santa Fe         | Santa Fe         | 16               |      |          |                  |                  |                  |  |
|  | Santa Fe         | Santa Fe         | 16               |      |          |                  |                  |                  |  |
|  |                  |                  |                  |      |          |                  |                  |                  |  |

### Zona 3
La Unión Santiagueña de Rugby actuó como sede de la Zona 3.
|  | Semifinales         | Semifinales         | Semifinales      |         |         | Final            | Final            | Final            |  |
|  | 28 de septiembre    | 28 de septiembre    | 28 de septiembre |         |         | 29 de septiembre | 29 de septiembre | 29 de septiembre |  |
|  |                     |                     |                  |         |         |                  |                  |                  |  |
|  |                     |                     |                  |         |         |                  |                  |                  |  |
|  | Santiago del Estero | Santiago del Estero | 3                |         |         |                  |                  |                  |  |
|  | Santiago del Estero | Santiago del Estero | 3                |         |         |                  |                  |                  |  |
|  | Córdoba             | Córdoba             | 65               |         |         |                  |                  |                  |  |
|  | Córdoba             | Córdoba             | 65               |         | Córdoba | Córdoba          | 19               |                  |  |
|  |                     |                     |                  |         | Córdoba | Córdoba          | 19               |                  |  |
|  |                     |                     | Tucumán          | Tucumán | 38      |                  |                  |                  |  |
|  | Tucumán             | Tucumán             | Tucumán          | Tucumán | 38      | 49               |                  |                  |  |
|  | Tucumán             | Tucumán             |                  |         |         | 49               |                  |                  |  |
|  | Misiones            | Misiones            | 6                |         |         |                  |                  |                  |  |
|  | Misiones            | Misiones            | 6                |         |         |                  |                  |                  |  |
|  |                     |                     |                  |         |         |                  |                  |                  |  |

### Zona 4
La Unión de Rugby de Mar del Plata actuó como sede de la Zona 4.
|  | Semifinales      | Semifinales      | Semifinales      |         |               | Final            | Final            | Final            |  |
|  | 28 de septiembre | 28 de septiembre | 28 de septiembre |         |               | 29 de septiembre | 29 de septiembre | 29 de septiembre |  |
|  |                  |                  |                  |         |               |                  |                  |                  |  |
|  |                  |                  |                  |         |               |                  |                  |                  |  |
|  | Mar del Plata    | Mar del Plata    | 21               |         |               |                  |                  |                  |  |
|  | Mar del Plata    | Mar del Plata    | 21               |         |               |                  |                  |                  |  |
|  | Nordeste         | Nordeste         | 9                |         |               |                  |                  |                  |  |
|  | Nordeste         | Nordeste         | 9                |         | Mar del Plata | Mar del Plata    | 16               |                  |  |
|  |                  |                  |                  |         | Mar del Plata | Mar del Plata    | 16               |                  |  |
|  |                  |                  | Rosario          | Rosario | 15            |                  |                  |                  |  |
|  | Rosario          | Rosario          | Rosario          | Rosario | 15            | 45               |                  |                  |  |
|  | Rosario          | Rosario          |                  |         |               | 45               |                  |                  |  |
|  | Entre Ríos       | Entre Ríos       | 13               |         |               |                  |                  |                  |  |
|  | Entre Ríos       | Entre Ríos       | 13               |         |               |                  |                  |                  |  |
|  |                  |                  |                  |         |               |                  |                  |                  |  |

## Interzonal
El encuentro interzonal clasificatorio para las semifinales del torneo enfrentó a los ganadores las zonas 1 y 2, la Unión de Rugby del Alto Valle de Río Negro y Neuquén y la Unión de Rugby de Cuyo.
| 29 de septiembre | Alto Valle | 6 - 58 | Cuyo |  |  |

## Fase final
El seleccionado de Buenos Aires clasificó directamente a semifinales por ser sede de las fases finales.
|  | Semifinales   | Semifinales   | Semifinales  |         |              | Final         | Final         | Final        |  |
|  | 5 de octubre  | 5 de octubre  | 5 de octubre |         |              | 6 de octubre  | 6 de octubre  | 6 de octubre |  |
|  |               |               |              |         |              |               |               |              |  |
|  |               |               |              |         |              |               |               |              |  |
|  | Buenos Aires  | Buenos Aires  | 59           |         |              |               |               |              |  |
|  | Buenos Aires  | Buenos Aires  | 59           |         |              |               |               |              |  |
|  | Cuyo          | Cuyo          | 9            |         |              |               |               |              |  |
|  | Cuyo          | Cuyo          | 9            |         | Buenos Aires | Buenos Aires  | 9             |              |  |
|  |               |               |              |         | Buenos Aires | Buenos Aires  | 9             |              |  |
|  |               |               | Tucumán      | Tucumán | 13           |               |               |              |  |
|  | Tucumán       | Tucumán       | Tucumán      | Tucumán | 13           | 35            |               |              |  |
|  | Tucumán       | Tucumán       |              |         |              | 35            |               |              |  |
|  | Mar del Plata | Mar del Plata | 12           |         |              | Tercer lugar  | Tercer lugar  | Tercer lugar |  |
|  | Mar del Plata | Mar del Plata | 12           |         |              | Tercer lugar  | Tercer lugar  | Tercer lugar |  |
|  |               |               |              |         |              |               |               |              |  |
|  |               |               |              |         |              | Cuyo          | Cuyo          | 24           |  |
|  |               |               |              |         |              | Cuyo          | Cuyo          | 24           |  |
|  |               |               |              |         |              | Mar del Plata | Mar del Plata | 17           |  |
|  |               |               |              |         |              | Mar del Plata | Mar del Plata | 17           |  |
|  |               |               |              |         |              |               |               |              |  |

### Semifinales
| 5 de octubre | Buenos Aires | 59 - 9  | Cuyo | Club San Martín, Tres de Febrero           |                                            |
|              |              | Reporte |      | Árbitro(s): Miguel Angel Peyrone (Rosario) | Árbitro(s): Miguel Angel Peyrone (Rosario) |

| 5 de octubre | Tucumán | 35 - 12 | Mar del Plata | Club San Martín, Tres de Febrero       |                                        |
|              |         | Reporte |               | Árbitro(s): Douglas Ker (Buenos Aires) | Árbitro(s): Douglas Ker (Buenos Aires) |

### Tercer puesto
| 6 de octubre | Cuyo | 24 - 17 | Mar del Plata | Club San Martín, Tres de Febrero       |                                        |
|              |      | Reporte |               | Árbitro(s): Douglas Ker (Buenos Aires) | Árbitro(s): Douglas Ker (Buenos Aires) |

### Final
| 6 de octubre | Buenos Aires | 9 - 13  | Tucumán | Club San Martín, Tres de Febrero           |                                            |
|              |              | Reporte |         | Árbitro(s): Miguel Ángel Peyrone (Rosario) | Árbitro(s): Miguel Ángel Peyrone (Rosario) |

| Bandera de la Provincia de Tucumán |
| Tucumán Campeón                    |
| Primer título                      |